# Carlina
Carlina là một chi thực vật có hoa trong họ Cúc (Asteraceae).

## Loài
Chi Carlina gồm các loài:
- Carlina acanthifolia
- Carlina acaulis – stemless carline thistle
- Carlina atlantica
- Carlina balfouris
- Carlina barnebiana
- Carlina biebersteinii
- Carlina brachylepis
- Carlina canariensis
- Carlina comosa
- Carlina corymbosa (syn. C. curetum) – clustered carline thistle
- Carlina curetum
- Carlina diae
- Carlina frigida
- Carlina graeca
- Carlina guittonneaui
- Carlina gummifera
- Carlina hispanica
- Carlina involucrata
- Carlina kurdica
- Carlina lanata
- Carlina libanotica
- Carlina macrocephala
- Carlina macrophylla
- Carlina nebrodensis
- Carlina oligocephala
- Carlina pygmaea
- Carlina racemosa
- Carlina salicifolia
- Carlina sicula
- Carlina sitiensis
- Carlina tragacanthifolia
- Carlina vayredrae
- Carlina vulgaris
- Carlina xeranthemoides